# Clan Fergusson
Fergusson oder Ferguson ist der Name eines schottischen Clans, dessen Angehörige über ganz Schottland verteilt sind. 

## Geschichte
Der ursprüngliche Sohn von Fergus, der Stammvater der Fergussons, von dem auch der Name stammt, ist unbekannt, aber mit der Zeit setzte sich Kilkerran in Ayrshire als zentraler Ort des Clans durch. Die Fergussons konnten sich durch ihre Verstreutheit zwar nie auf ein gemeinsames Ziel einigen und sind daher weniger für militärische Errungenschaften bekannt, brachten aber dennoch einige bekannte Persönlichkeiten hervor, darunter der Poet Robert Fergusson, der den schottischen Nationaldichter Robert Burns inspirierte, oder der Philosoph Adam Ferguson. 
Das Motto des Clans lautet Dulcius ex asperis ("Süßer nach Schwierigkeiten").

## Bilder

Wappen der Fergusson of Kilkerran
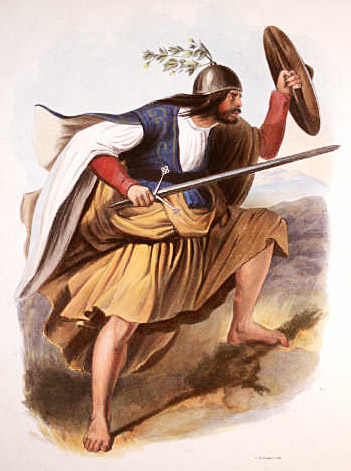
Viktorianische Darstellung eines Clan-Mitglieds